# Running Free
Running Free è un singolo del gruppo musicale britannico Iron Maiden, pubblicato l'8 febbraio 1980 come primo estratto dal primo album in studio Iron Maiden.
Il 23 settembre 1985 il brano venne pubblicato come primo singolo estratto dall'album dal vivo Live After Death.

## Descrizione
Secondo l'allora cantante del gruppo, Paul Di'Anno, Running Free è "una vera canzone autobiografica, anche se naturalmente non ho mai passato una notte in un carcere di Los Angeles. Parla di un ragazzo sedicenne che corre libero come un pazzo." La canzone è nota come uno dei pezzi rock più tradizionali del gruppo e viene ancora oggi eseguita dal vivo, dove il cantante Bruce Dickinson nomina individualmente ciascun membro del gruppo durante il lungo assolo di basso.

## Pubblicazione
La copertina del singolo è famosa per essere la prima a mostrare la mascotte del gruppo, Eddie, nonostante la sua faccia sia oscurata in quanto il gruppo non voleva mostrarlo fino alla pubblicazione dell'album di debutto. Diversi nomi di alcuni gruppi quali Scorpions, Judas Priest, AC/DC e Led Zeppelin sono riportati sul gruppo dietro al giovane che scappa da Eddie. Ironicamente, la copertina della versione dal vivo pubblicata nel 1985 è la prima copertina a non raffigurare Eddie.
Il lato B Burning Ambition, registrata nel dicembre 1979 con il produttore Guy Edwards e che vide la formazione del gruppo in quattro membri (prima che arrivassero Dennis Stratton e Clive Burr), è una delle prime composizioni del bassista Steve Harris realizzate mentre era ancora membro dei Gypsy's Kiss. L'assolo di chitarra in questo brano viene eseguito da Dave Murray. Burning Ambition non apparve nell'album di debutto del gruppo, facendo la sua prima apparizione nella raccolta Eddie's Archive), oltre ad essere apparsa anche nella colonna sonora delL'ALBUM VIDEO The Early Days.
Le b-side presenti nella versione pubblicata nel 1985 sono Sanctuary (inclusa soltanto nella versione in VHS di Live After Death) e Murders in the Rue Morgue, registrata al concerto all'Hammersmith Odeon di Londra nell'ottobre 1984.

## Tracce

### Edizione del 1980
- Lato A

1. Running Free – 3:17 (Paul Di'Anno, Steve Harris)

- Lato B

1. Burning Ambition – 2:42 (Steve Harris)

### Edizione del 1985
7"
- Lato A

1. Running Free (Recorded Live at Long Beach Arena, USA, March 1985) – 3:28 (Paul Di'Anno, Steve Harris)

- Lato B

1. Sanctuary (Recorded Live at Long Beach Arena, USA, March 1985) – 4:41 (Paul Di'Anno, Steve Harris, Dave Murray)

12"
- Lato A

1. Running Free (Recorded Live at Long Beach Arena, USA, March 1985) – 3:28 (Paul Di'Anno, Steve Harris)

- Lato B

1. Sanctuary (Recorded Live at Long Beach Arena, USA, March 1985) – 4:41 (Paul Di'Anno, Steve Harris, Dave Murray)
2. Murders in the Rue Morgue (Recorded Live at the Hammersmith Odeon, London, October 1984) – 4:33 (Steve Harris)

## Formazione
Edizione del 1980
- Paul Di'Anno – voce
- Dave Murray – chitarra
- Dennis Stratton – chitarra, cori
- Steve Harris – basso, cori
- Clive Burr – batteria

Edizione del 1985
- Bruce Dickinson – voce
- Dave Murray – chitarra
- Adrian Smith – chitarra, cori
- Steve Harris – basso, cori
- Nicko McBrain – batteria

## Classifiche
| Classifica (1980) | Posizione massima |
| ----------------- | ----------------- |
| Regno Unito       | 34                |
| Classifica (1985) | Posizione massima |
| Irlanda           | 12                |
| Regno Unito       | 19                |